# Дебжниця
Дебжниця (пол. Debrznica) — село в Польщі, у гміні Тожим Суленцинського повіту Любуського воєводства.
Населення — 118 осіб (2011).
У 1975-1998 роках село належало до Зеленогурського воєводства.

## Демографія
Демографічна структура станом на 31 березня 2011 року:
|          | Загалом | Допрацездатний вік | Працездатний вік | Постпрацездатний вік |
| -------- | ------- | ------------------ | ---------------- | -------------------- |
| Чоловіки | 64      | 8                  | 51               | 5                    |
| Жінки    | 54      | 16                 | 27               | 11                   |
| Разом    | 118     | 24                 | 78               | 16                   |